# Bagroides
Bagroides es un género de peces actinopeterigios de agua dulce, distribuidos por ríos y lagos de Asia.

## Especies
Existen solamente dos especies reconocidas en este género:
- Bagroides hirsutus (Herre, 1934)
- Bagroides melapterus Bleeker, 1851